# Jocuri cu măști
Jocurile cu măști ori jocurile mimice de Anul Nou sunt un obicei tradițional românesc de înnoirea anului. Ele pot fi grupate în multe categorii, după măștile animalelor reprezentate: 
a) Turca, bourița, cerbul;
b) Brezaia; 
c) Capra, cămila, cerbuțul și malanca;
d) Jocuri cu mare desfășurea cu numeroase măști și personaje travestite etc. 
In toate jocurile tip turcă, brezaie, capră, obiectul de recuzită principal era capul de animal cu cioc clămpănitor, făcut din lemn și jucat de un flăcău.